# 臺灣青年民主協會
社團法人臺灣青年民主協會（英語：Taiwan Youth Association for Democracy），簡稱青民協、TYAD，成立於2018年6月16日，是一個以青年為本推動臺灣青年參與民主政治、公共政策制定、世代正義、永續發展為目標的公益性社團法人。

## 宗旨
推動青年世代參與民主政治、公共政策制定為目標，共同建構成熟、理性之公民社會，改革臺灣民主環境。
一、倡議青年世代參與民主政治，共同改善臺灣之政治環境。
二、辦理活動促進青年對於民主之認識，培養公民社會知能。
三、進行青年政策之研擬、改善建議，打造世代正義的臺灣。
四、提供青年公共議題交流、討論平臺，落實代議政治監督。

## 行動

### 青年民主返鄉列車
臺灣青年民主協會於2018年中華民國地方公職人員選舉時，為推動青年參政、提高以往較為低迷的青年投票率，與全臺47所大專校院學生會合作推出2018 青年民主返鄉列車 （页面存档备份，存于）計畫，利用群眾募資方式提供青年較便宜的車票返鄉投票。
2019年末，2020年中華民國總統副總統及立法委員選舉前，臺灣青年民主協會推出「回家以後」－2020 青年民主返鄉列車 （页面存档备份，存于），基於前次成功經驗，在募資計畫推出25小時後即達標，並突破100萬元。
2023年末，在2024年中華民國總統副總統及立法委員選舉前，青年民主協會再次發起募資並與全台43間大專院校學生會合作，募資成功金額超過 90 萬元。

### 2020總統大選青年論壇
臺灣青年民主協會於2019年11月13日公布「2020 青年政策白皮書」，向社會提出青年所重視的各項議題，包含「落實世代正義、追求永續發展、尊重多元價值」三主軸，而後與臺灣學生聯合會、沃草、iVoter立委議題立場分析平台合辦「2020 青聽我們說－總統大選青年論壇」，邀請三位總統候選人蔡英文、韓國瑜、宋楚瑜針對居住正義、勞動就業、環境永續、教育改革、原住民族等各項議題與青年進行溝通。

### 2022「18歲公民權」修憲倡議
臺灣青年民主協會長期關注降低投票年齡議題，在2022年3月立法院表決是否通過十八歲公民權修正案時，曾號召上百名高中職學生於立法院外集會。中央選舉委員會於同年10月12日正式公告「憲法修正案公民複決第1案」後，青民協和台灣少年權益與福利促進聯盟等團體於同月13日宣布展開18歲公民權修憲複決「正方辦公室」連署，並於同月20日獲得中央選舉委員會核准成立「正方辦公室」。後續也通過「青年縱走」街頭志工團，以及「18歲公民權宣傳集資計畫」群眾集資積極推動修憲案的宣傳。